# Sinchon (métro de Séoul)
Sinchon, station de la ligne Gyeongui-Jungang du métro de Séoul
Sinchon (hangeul : 신촌 ; hanja : 新村) est une station de passage de la ligne 2 du métro de Séoul. Elle est située à Sinchon Rotary, frontière entre Nogosan-dong, Mapo-gu et Sinchon-dong, Seodaemun-gu, dans l'arrondissement de Mapo-gu à Séoul en Corée du Sud. Elle dessert notamment l'université Yonsei.
Ouverte en 1984, la station est desservie par les rames omnibus de la ligne 2.

## Situation sur le réseau

Plan du réseau (2023)

La station de passage Sinchon est située au nord-ouest de la ligne centrale circulaire de la ligne 2 du métro de Séoul. Elle est établie entre la station MUniversité des femmes Ewha, circulation dans le sens des aiguilles d'une montre, et la station Université de Hongik, circulation dans le sens inverse des aiguilles d'une montre.

## Histoire
La station Sinchon est mise en service le 22 mai 1984 lors de l'ouverture à l'exploitation de la station de la ligne 2. 
Le 1er janvier 2000 le nom de la station est complété pour éviter des erreurs : en coréen : 신촌역 (지하) ce qui peut se traduire par Sinchon (souterrain}.

## Services aux voyageurs

### Accès et accueil
Établie à Sinchon Rotary, frontière entre Nogosan-dong, Mapo-gu et Sinchon-dong, Seodaemun-gu, la station dispose de huit accès, numérotés de 1 à 8. Des escaliers, escaliers mécaniques et ascenseurs permettent les circulations piétonnes entre les différents niveaux. Elle est notamment équipée d'automates pour l'achat de titres de transport. Les quais de la station sont équipés de portes palières.

### Desserte
Sinchon est desservie par les rames omnibus qui circulent sur la ligne 2.

Installations
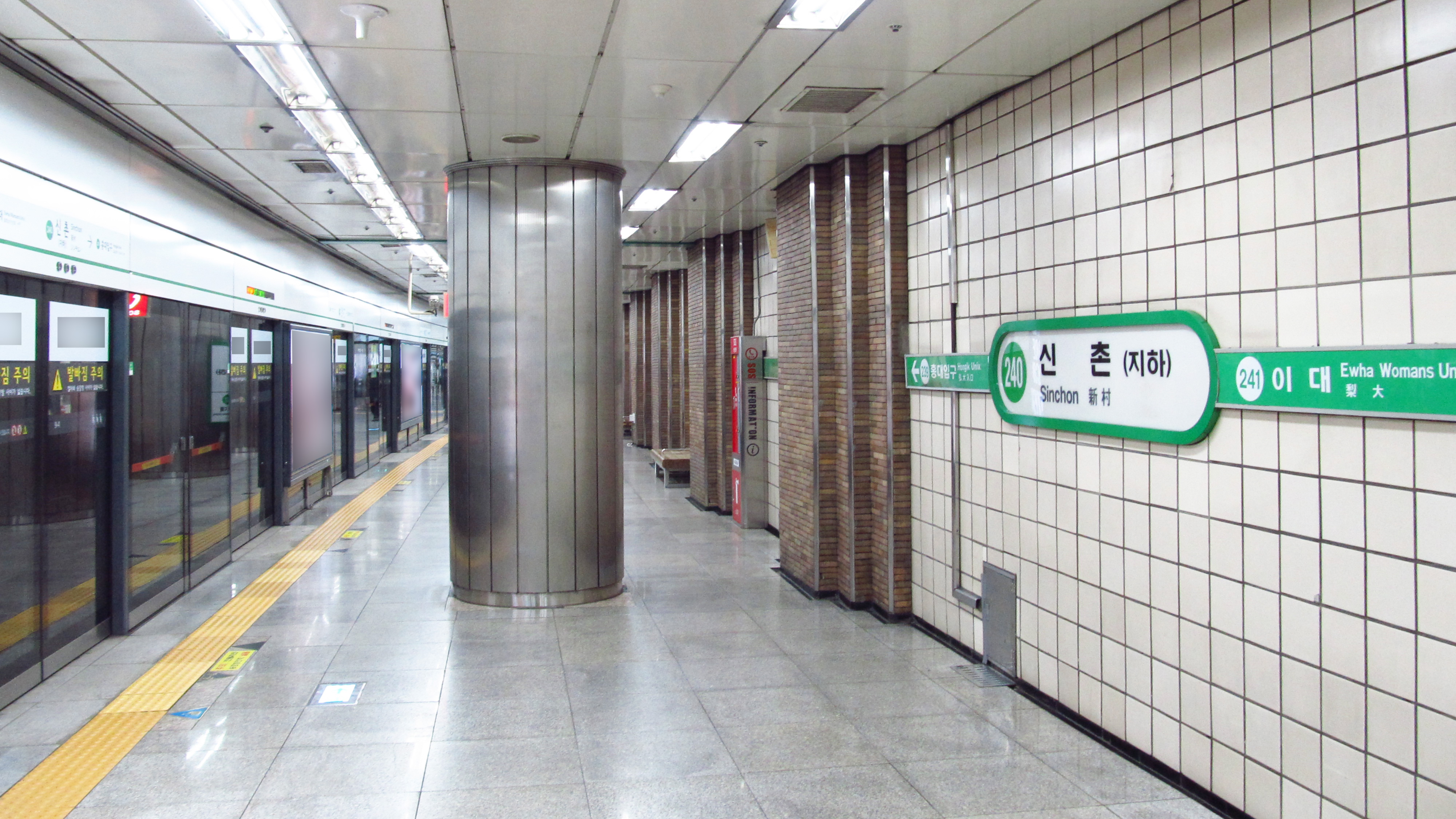
En 2018.
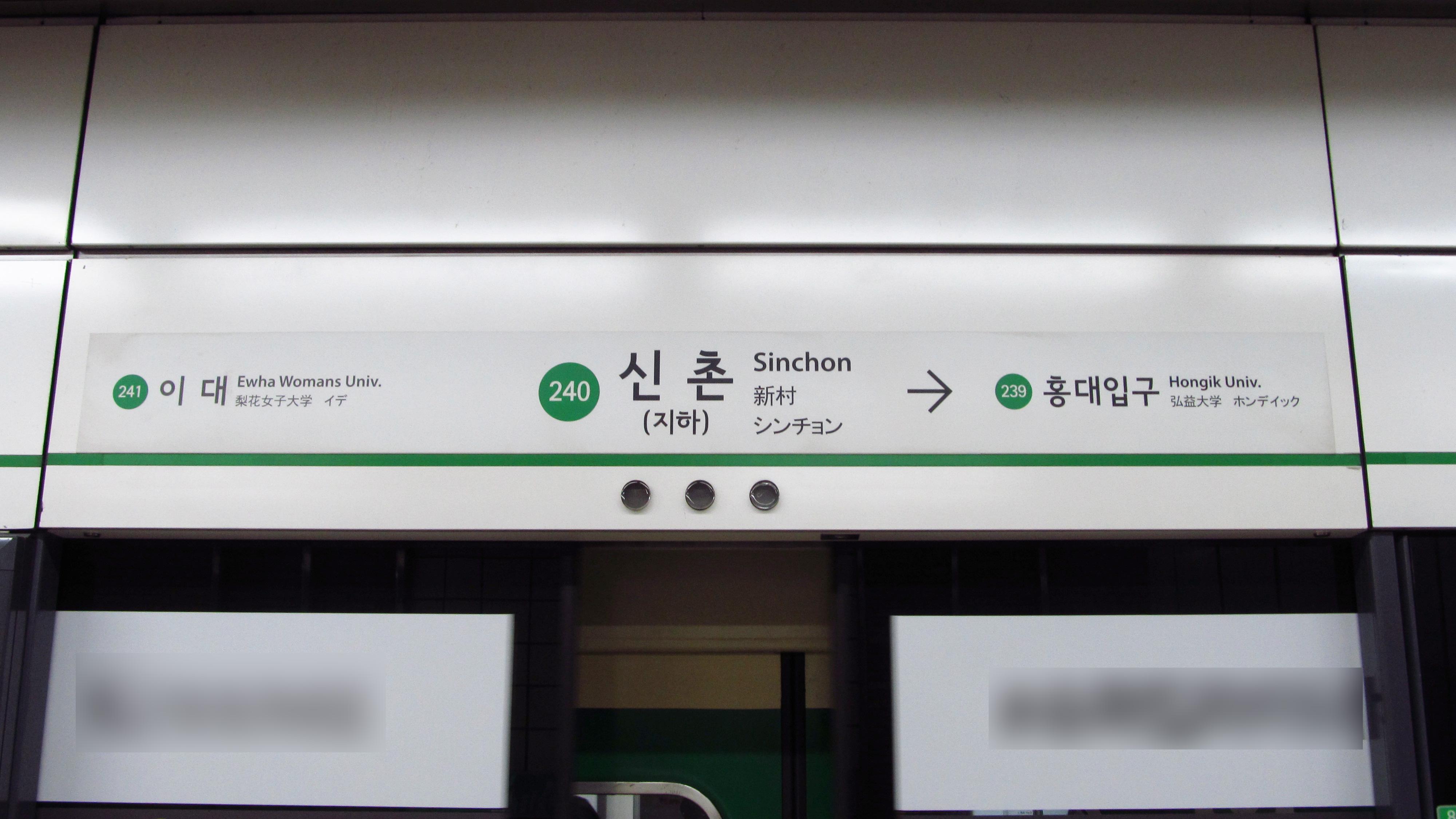
En 2018.
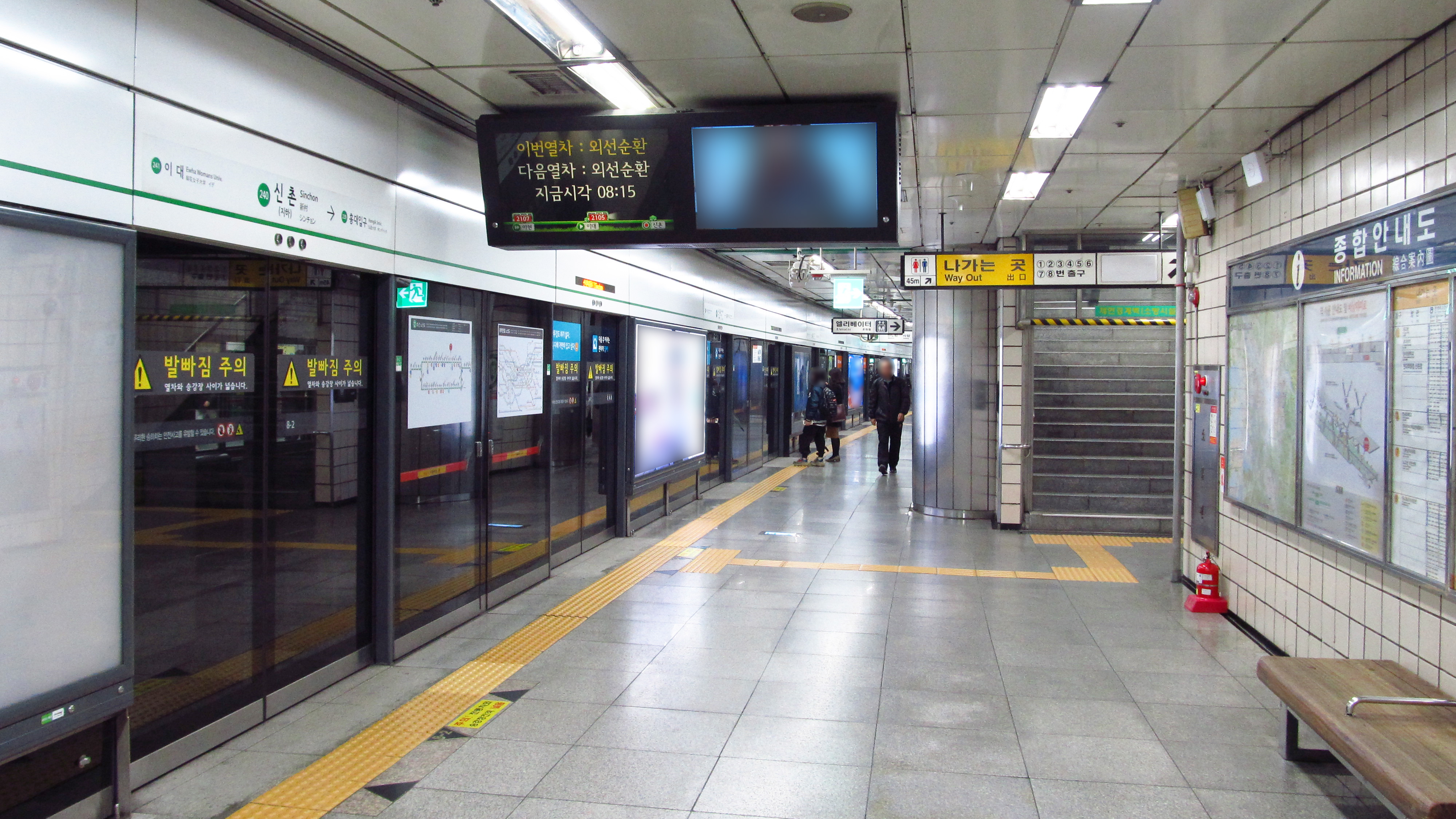
En 2018.

### Intermodalité
Des arrêts de bus urbains sont situés à proximité.

## À proximité
À proximité se situe notamment : l'entrée principale de l'l'université Yonsei.